# Dans med døden
Dans Med Døden er MC Clemens' fjerde album fra 2004.

## Trackliste
1. . "På Den Igen..."
2. . "Tæt På Kanten"
3. . "Wasted" (Feat. Ruus)
4. . "Flammende Oprør"
5. . "Interlude"
6. . "Russisk Roulette"
7. . "Kan I Ta' Det" (Feat. Mass)
8. . "Når Mørket Falder På"
9. . "Dødens Gab"
10. . "Monster"
11. . "Dans Med Døden"
12. . "Vinden Synger" (Din Godnatsang)
13. . "Jeg Har Hustlet"
14. . "Raptus"